# 1701 год
1701 (ты́сяча семьсо́т пе́рвый) год  по григорианскому календарю — невисокосный год, начинающийся в субботу. Это 1701 год нашей эры, 1‑й год 1‑го десятилетия XVIII века 2‑го тысячелетия, 2‑й год 1700‑х годов. Он закончился 324 года назад.
| Пн | Вт | Ср | Чт | Пт | Сб | Вс |
|    |    |    |    |    | 1  | 2  |
| 3  | 4  | 5  | 6  | 7  | 8  | 9  |
| 10 | 11 | 12 | 13 | 14 | 15 | 16 |
| 17 | 18 | 19 | 20 | 21 | 22 | 23 |
| 24 | 25 | 26 | 27 | 28 | 29 | 30 |
| 31 |    |    |    |    |    |    |

| Пн | Вт | Ср | Чт | Пт | Сб | Вс |
|    | 1  | 2  | 3  | 4  | 5  | 6  |
| 7  | 8  | 9  | 10 | 11 | 12 | 13 |
| 14 | 15 | 16 | 17 | 18 | 19 | 20 |
| 21 | 22 | 23 | 24 | 25 | 26 | 27 |
| 28 |    |    |    |    |    |    |

| Пн | Вт | Ср | Чт | Пт | Сб | Вс |
|    | 1  | 2  | 3  | 4  | 5  | 6  |
| 7  | 8  | 9  | 10 | 11 | 12 | 13 |
| 14 | 15 | 16 | 17 | 18 | 19 | 20 |
| 21 | 22 | 23 | 24 | 25 | 26 | 27 |
| 28 | 29 | 30 | 31 |    |    |    |

| Пн | Вт | Ср | Чт | Пт | Сб | Вс |
|    |    |    |    | 1  | 2  | 3  |
| 4  | 5  | 6  | 7  | 8  | 9  | 10 |
| 11 | 12 | 13 | 14 | 15 | 16 | 17 |
| 18 | 19 | 20 | 21 | 22 | 23 | 24 |
| 25 | 26 | 27 | 28 | 29 | 30 |    |

| Пн | Вт | Ср | Чт | Пт | Сб | Вс |
|    |    |    |    |    |    | 1  |
| 2  | 3  | 4  | 5  | 6  | 7  | 8  |
| 9  | 10 | 11 | 12 | 13 | 14 | 15 |
| 16 | 17 | 18 | 19 | 20 | 21 | 22 |
| 23 | 24 | 25 | 26 | 27 | 28 | 29 |
| 30 | 31 |    |    |    |    |    |

| Пн | Вт | Ср | Чт | Пт | Сб | Вс |
|    |    | 1  | 2  | 3  | 4  | 5  |
| 6  | 7  | 8  | 9  | 10 | 11 | 12 |
| 13 | 14 | 15 | 16 | 17 | 18 | 19 |
| 20 | 21 | 22 | 23 | 24 | 25 | 26 |
| 27 | 28 | 29 | 30 |    |    |    |

| Пн | Вт | Ср | Чт | Пт | Сб | Вс |
|    |    |    |    | 1  | 2  | 3  |
| 4  | 5  | 6  | 7  | 8  | 9  | 10 |
| 11 | 12 | 13 | 14 | 15 | 16 | 17 |
| 18 | 19 | 20 | 21 | 22 | 23 | 24 |
| 25 | 26 | 27 | 28 | 29 | 30 | 31 |

| Пн | Вт | Ср | Чт | Пт | Сб | Вс |
| 1  | 2  | 3  | 4  | 5  | 6  | 7  |
| 8  | 9  | 10 | 11 | 12 | 13 | 14 |
| 15 | 16 | 17 | 18 | 19 | 20 | 21 |
| 22 | 23 | 24 | 25 | 26 | 27 | 28 |
| 29 | 30 | 31 |    |    |    |    |

| Пн | Вт | Ср | Чт | Пт | Сб | Вс |
|    |    |    | 1  | 2  | 3  | 4  |
| 5  | 6  | 7  | 8  | 9  | 10 | 11 |
| 12 | 13 | 14 | 15 | 16 | 17 | 18 |
| 19 | 20 | 21 | 22 | 23 | 24 | 25 |
| 26 | 27 | 28 | 29 | 30 |    |    |

| Пн | Вт | Ср | Чт | Пт | Сб | Вс |
|    |    |    |    |    | 1  | 2  |
| 3  | 4  | 5  | 6  | 7  | 8  | 9  |
| 10 | 11 | 12 | 13 | 14 | 15 | 16 |
| 17 | 18 | 19 | 20 | 21 | 22 | 23 |
| 24 | 25 | 26 | 27 | 28 | 29 | 30 |
| 31 |    |    |    |    |    |    |

| Пн | Вт | Ср | Чт | Пт | Сб | Вс |
|    | 1  | 2  | 3  | 4  | 5  | 6  |
| 7  | 8  | 9  | 10 | 11 | 12 | 13 |
| 14 | 15 | 16 | 17 | 18 | 19 | 20 |
| 21 | 22 | 23 | 24 | 25 | 26 | 27 |
| 28 | 29 | 30 |    |    |    |    |

| Пн | Вт | Ср | Чт | Пт | Сб | Вс |
|    |    |    | 1  | 2  | 3  | 4  |
| 5  | 6  | 7  | 8  | 9  | 10 | 11 |
| 12 | 13 | 14 | 15 | 16 | 17 | 18 |
| 19 | 20 | 21 | 22 | 23 | 24 | 25 |
| 26 | 27 | 28 | 29 | 30 | 31 |    |

## События
- Началась Война за испанское наследство, продлившаяся до 1714 года. Франция воевала против коалиции западноевропейских держав (Англии, Голландии, Священной Римской империи). Португалия потеряла Сеуту.
- Фридрих I обещал поддержать Австрию и добился у императора титула короля. Герцогство Пруссия объявлено королевством.
- 27 марта — Кидд был приведён в палату общин и допрошен в присутствии депутатов. Парламентариев интересовало в первую очередь, имел ли он секретные указания синдиката нападать на индийские корабли и куда он дел награбленные сокровища. Кидд был подготовлен к этому допросу. Он не сказал ни слова, могущего быть истолкованным во вред лордам, взял всю вину на себя, и разочарованная палата передала его королевскому суду.
- 8 мая — капитан Уильям Кидд, обвиняемый в морском разбое и убийствах, предстал перед Британским королевским судом. Его лишили права выбирать защиту.
- 12 мая — вместе с Киддом повесили ещё шестерых пиратов с фрегата «Приключение».
- 12 июля — премьера оперы La fede neotradimenti от Attilio Ariosti в Берлине.
- 1701—1713 — Франция имеет «асьенто» (монопольное право на ввоз рабов-негров из Африки в испанские колонии в Америке).
- Весна — Английский флот уничтожил 17 испанских и 24 французских корабля. Арагон, Валенсия и Каталония приняли сторону Австрии, обещавшей сохранить их древние привилегии.
- В Англии принят Акт о престолонаследии, лишивший старшую линию Стюартов прав на престол.
- Князь Леопольд фон Анхальт-Дессау стал губернатором крепости Магдебург.
- 4 августа — заключён Великий Монреальский Мир, завершивший кровопролитную серию так называемых Бобровых войн.
- Закон в Швеции, разрешавший дворянам приобретать в собственность участки коронных земель.
- Выступление крестьян в Шауляйской экономии.
- Подавление турками восстания арабских племён в Ираке.
- В Иране повышены старые и введены новые налоги, предписано вновь собрать налоги за три предыдущих года.
- 1700—1721 — Северная война (Европа)[1].
  - Лето — Карл XII нанёс поражение саксонцам в Лифляндии, затем вторгся в Польшу и оккупировал большую её часть, в том числе и Варшаву[1].
  - Польский король Август II был низложен (вместо него в июле 1704 года был избран шведский ставленник Станислав Лещинский)[1].

## Русское государство
Царствование: 1682—1725 — Пётр I Алексеевич
- 1700—1721 — Северная война[1].
  - 6 июля — Разгром шведских военных кораблей, шедших грабить и жечь Архангельск[2].
  - Пётр I, воспользовавшись тем, что основные силы шведов были скована в Польше, предпринял решительные действия в Эстляндии и Ингрии[1].
  - 29 декабря (9 января 1702) — битва при Эрестфере (близ Дерпта), первая крупная победа Российских сухопутных войск под командованием фельдмаршала Б. П. Шереметьева, над корпусом шведского генерала В. фон Шлиппенбаха[1].
- 21 января — Петром I подписал Указ о создании первой инженерной школы.
- 25 января — указом Петра I создана первая в России Навигацкая школа в Сухаревой башне (Москва) — первое в России военно-морское учебное заведение. Впоследствии была переведена в Петербург.
- 23 июня (4 июля) — на основе Рейтарского и Иноземского приказов учреждён Приказ Военных дел[3][4].
- 23 июня (4 июля) — Стрелецкий приказ переименован в Приказ земских дел (см. 1699 год)[5].
- Договор в Биржах о союзе России и Саксонии.
- Основаны первые на Урале чугунолитейные заводы (Каменский и Невьянский).
- 26 декабря — из первой домны Невьяновского завода пошёл первый чугун. В январе 1702 из этого чугуна было изготовлена сталь.
- Запрещение снимать шапку и становиться на колени перед дворцом, а также подписывать прошения на высочайшее имя уничижительными именами.
- Мазепа Иван Степанович, чтобы заручиться поддержкой казацкой старшины, ввёл для украинских крестьян 2-х дневную "панщину"[6].
- Основан город Каменск-Уральский (Русское царство).
- 1702—1705 — для защиты от действий шведского флота, близ Архангельска, заложена первая русская регулярная Новодвинская крепость (окончательно достроена к 1724 году)[7].

### Руководители приказов[8]
| Года      | Приказ             | Ф,И,О главы                  | Примечания  |
| --------- | ------------------ | ---------------------------- | ----------- |
| 1689-1701 | Стрелецкий приказ  | Троекуров Иван Борисович     |             |
| 1701-1703 | Земский приказ     | Троекуров Иван Борисович     |             |
| 1698-1702 | Аптекарский приказ | Возницын Прокофий Богданович | Думный дьяк |

## Правление
- 18 января — Фридрих I, курфюрст Бранденбурга, короновался в Кёнигсберге и стал королём Пруссии.
- 1701—1713 — Король Пруссии Фридрих I (III как курфюрст).

## Наука
- Христиан Томазий издал труд «Dissertatio de crimine magiae», направленный против преследования ведьм.

## Родились
См. также: Категория:Родившиеся в 1701 году
- 11 января — Иоганн Николаус Фробе, математик, физик и философ (ум. 1756).
- 28 января — Шарль Мари де ла Кондамин, французский астроном, геодезист и путешественник, исследователь Южной Америки, почётный член Петербургской академии наук (ум. 1774).
- 24 февраля — Bartholomaus Altomonte, итальянский художник (ум. 1783).
- 1 марта — Иоганн Якоб Брайтингер, швейцарский филолог и автор (ум. 1776).
- 9 апреля — Андреас Элиас фон Бухнер, немецкий медик (ум. 1769).
- 29 апреля — Христиан Людвиг Лисков, немецкий сатирик (ум. 1760).
- 7 мая — Карл Генрих Граун, немецкий композитор и певец (ум. 1759).
- 21 июня — Отто Магнус фон Шверин, прусский генерал (ум. 1777).
- 22 сентября — Анна Магдалена Бах, вторая жена Иоганна Себастьяна Баха (ум. 1760).
- 27 ноября — Андерс Цельсий, шведский астроном, математик и физик (ум. 1744).

## Скончались
См. также: Категория:Умершие в 1701 году
- 13 января — Фридрих Ульрих Каликст, немецкий теолог (род. 1622).
- 10 марта —Иоганн Шелле немецкий композитор (род. 1648).
- 2 июня — Мадлен де Скюдери, французская салонная дама (родилась 1607).
- 7 июня — Фердинанд Вильгельм фон Вюртемберг-Нойстадт, немецкий полководец и генерал-фельдмаршал (род. 1659).
- 7 июня — Эрнст Рюдигер фон Штаремберг, был защитником Вены при Второй турецкой осаде 1683 (род. 1638).
- 8 июня — Филипп I Орлеанский, сын Людовика XIII и Анны Австрийской, и брат Людовика XIV (род. 1640).
- 5 сентября — Яков II, король Англии (род. 1633).